# MTV Base
Az MTV Base egy digitális TV csatorna, mely 24 órában sugárzott Európa, valamint Afrika területein. A csatorna tulajdonosa a Viacom International Media Networks Europe volt. A csatorna középpontjában elsősorban a zene állt, többek között R'n'B, Hip-Hop, Reggae, Soul, és Urban stílusú klipeket kínált nézőinek. A csatorna 1999. július 1-jén indult az Egyesült Királyságban, és Írországban, majd 2005-ben az Afrikai változat, míg 2007. december 21-én a csatorna francia változata kezdte meg sugárzását. 2012. március 28-án a csatorna 16:9-es képformátumra váltott. 2022. március 31-től a csatorna MTV 90s-ként sugároz.

## Az MTV Base Dél-Afrikában
2013. július 3-án a Viacom International Media Networks a csatorna afrikai változatán elindultak a kizárólag Afrika számára készült reklámblokkok, és egyedi programok, valamint lehetőséget adott a csatorna afrikai művészek bemutatkozására is. A részletek a Dél-Afrikai változat honlapján (www.mtv.co.za), valamint a mobil változat (m.mtv.co.za) oldalán is nyomon követhetők. A csatorna Afrika 48 országában látható, többek között Ugandában, Kenyában, Nigériában, Ghánában is.

## Magyarországi vétel
2008. február 6-án bejelentették az MTV Baseről MTV Dance-re való átnevezését. Magyarországon az UPC Direct és az Antenna Digital részeként volt fogható a nap 24 órájában 2008. március 7-ig. 
Akkor az MTV Networks hazánkban megszüntette a csatorna sugárzását, helyette az MTV Dance tematikus csatorna látható.
Az MTV Dance indulása 2008. március 7-én magyar idő szerint délután 1 órakor történt meg.

## Műsorok

### MTV Base Afrika
- Spanking New Music
- Official Naija Top 10
- MVP
- The Big Friday Show
- The Base Chart Show
- MTV Street Request
- Official African Chart
- Hosted Countdown
- Official US Urban Download Chart

### MTV Base Dél-Afrika
- Top 10 Videos
- MTV Choice

### MTV Base Európa, Egyesült Királyság
- Big In The Game Top 10
- First Base*MTV Base Top 10
- Down With Droopy D

### MTV Base Franciaország
- Le Top Base
- Hits Base
- Le Top US
- Les 50 meilleurs clips vacances
- French Only
- Les 10 meilleurs clips français

## Külső hivatkozások
- MTV Base Afrika[6]
- MTV Base Dél-Afrika[7]
- MTV Base Franciaország[8]
- Az MTV Dance váltja az MTV Base csatornát hazánkban[9]